# Can Peguera (masia)
Can Peguera era una masia situada al peu del vessant nord del turó de la Peira de Barcelona, actualment desapareguda.

## Història
A principis del segle xix, la masia pertanyia a Gaietana Josepa de Peguera i de Vilalba-Meca, que la va llegar al seu fill Josep Maria de Càrcer i de Peguera (1779-1844), casat amb Josepa de Falguera i de Pastors. L'hereu del matrimoni fou Ramon de Càrcer i de Falguera (1809-1868), casat amb Escolàstica d'Amat i Amat, filla del marquès de Castellbell i Castellmeià.
Amb motiu de les capitulacions matrimonials del seu fill Joaquim de Càrcer i d'Amat (1835-1923), se li va fer donació del patrimoni Peguera. Morí el 1923 sense descendència i fou succeït per la seva neboda Dolors de Càrcer i de Ros (1867-1936), que el 28 de març del 1928 va vendre les 10,47 hectàrees de terres de conreu de la masia per un milió i mig de pessetes. En aquests terrenys, es va construir el polígon de cases barates de Ramon Albó, conegudes popularment com les Cases Barates d'Horta, avui un barri del districte de Nou Barris.

## Descripció
L'edifici, de planta quadrada, estava estructurat en planta baixa, on vivien els treballadors; planta principal o primer pis, on s'allotjaven els propietaris quan pernoctaven a la casa, i una segona planta o golfes. La masia també disposava d'una capella segregada de l'edifici principal i que, amb el temps, es va convertir en la parròquia de Sant Francesc Xavier.
Tenia grans jardins i vinyes, un gran bosc de pins en el turó, una font molt anomenada, una granja d'animals domèstics i uns horts on s'hi feien tota mena de verdures.